# Joseph von Freuler
Joseph Fridolin Jakob Anton Felix Seraphin Stanislaus von Freuler (* 7. Mai 1772 in Näfels, Kanton Glarus; † 12. Juni 1841) war schweizerischer Generalmajor.
Er kam am 8. Juni 1788 als Unterlieutenant in das Regiment Salis-Samaden, das in französischen Diensten stand. Er wurde 1792 mit dem Regiment verabschiedet. Anschliessend ging er 1793 als Leutnant in das schweizerische St. Gallerregiment Bachmann, das im Dienste Savoyens stand, im selben Jahr wurde er zum Hauptmann ernannt.
Im Jahre 1798 war Freuler als Adjutant-Major-Hauptmann in der ersten helvetischen Legion in französische Dienste zurückgekehrt. Aber 1799 ging er mit dem Regiment Bachmann in englischen Sold, wo er 1802 zum Oberstleutnant befördert wurde. Am 12. September 1806 wurde er zweiter Oberst im 4. Schweizerregiment in französischen Diensten und nahm am Krieg in Spanien teil. Er geriet in der Schlacht bei Bailén in englische Gefangenschaft, erst im Juni 1814 wurde er entlassen.
Im Jahre 1815 diente er wieder in der Schweiz und wurde am 21. August 1816 zum Obersten des 2. schweizerischen Linien-Infanterieregiments ernannt und im Jahr 1827 in den Ruhestand versetzt. Freuler wurde noch am 13. Juni 1827 zum Generalmajor befördert und starb am 12. Juni 1841.